# 決定版!チョーさんの釣り情報
『決定版!チョーさんの釣り情報』（けっていばん チョーさんのつりじょうほう）は、テレビ愛媛で1995年（平成7年）4月から放送されている釣り番組である。

## 概要
テレビ愛媛製作の釣り番組で、ロケは主に愛媛県近海で行われている。番組開始以来、チョーさんこと長島幸雄が出演し続けている。

## ネット局
| 放送対象地域   | 放送局                    | 系列           | 放送日時         | 備考       |
| -------------- | ------------------------- | -------------- | ---------------- | ---------- |
| 愛媛県         | テレビ愛媛（EBC）         | フジテレビ系列 | 日曜 6:30 - 7:00 | 【制作局】 |
| 高知県         | 高知さんさんテレビ（KSS） | フジテレビ系列 | 日曜 5:30 - 6:00 | 遅れネット |
| 岡山県・香川県 | テレビせとうち（TSC）     | テレビ東京系列 | 土曜 6:00 - 6:30 | 遅れネット |

## ネット配信
| 配信元        | 更新日時                   | 配信期間     | 備考                 |
| ------------- | -------------------------- | ------------ | -------------------- |
| FOD見逃し配信 | 日曜 6:00 更新             | 7日          | 最新回限定で無料配信 |
| GYAO!         | 日曜 6:00 更新             | 7日          | 最新回限定で無料配信 |
| TVer          | テレビ愛媛での放送後に配信 | 7日          | 最新回限定で無料配信 |
| FODプレミアム | 過去分の放送               | 過去分の放送 | 見放題有料視聴       |